# IMusicalia
Gli iMusicalia sono un gruppo musicale sannita di musica popolare nato, nel 1979, dalle ceneri del Collettivo di ricerca musicale del Sannio (1976), grazie all'impegno dei fratelli Amerigo e Marcello Ciervo, di Giuseppe Fucci e di Andrea Massaro.

## Storia
Dal 1988 ad oggi, l'attività artistica-organizzativa de iMusicalia è stata curata dai due fratelli Ciervo, con cui, nel corso degli anni, hanno collaborato – entrando e uscendo dalla formazione – vari musicisti.

Hanno pubblicato per le edizioni di Folkest due cd dedicati alle “Voci e agli strumenti della Campania infelix”. I Musicalia hanno preso parte  al film La caduta degli angeli ribelli di Marco Tullio Giordana, a fiction televisive (“La scena di Napoli” di Riccardo Tortora e Marisa Malfatti, e “Artisti” di Lamberto Lambertini).

Hanno tenuto concerti in Italia e all'estero, partecipando tra gli altri a Folkest, Folkermesse, Ethnos, Fete de la musique populaire, Sterren in Drenthe, Monsano Folkfestival, Okarina folk festival, Festival internazionale di musica popolare di Jesi, Rithmofestival, Itinerari folk, Maree e Ethnoi.

Oltre che in molti paesi europei, il gruppo ha  partecipato a tre tournée negli USA, toccando vari stati (Maine, Vermont, Rhode Island, Massachusetts, Maryland, New Jersey, Virginia e Illinois). Su un loro  brano originale, Serenata, inciso da molti gruppi (tra gli altri Assurd, Pietrarsa, Rosapaeda, Franco Morone,  Folkabbestia), la compagnia di danza Aterballetto, su coreografia di Mauro Bigonzetti, ha realizzato lo spettacolo "Cantata".
Dal 2013 iMusicalia sono diventati ”bottega di famiglia”: accanto ai due fratelli Ciervo si ritrovano, in sala di registrazione e nei concerti, tutti i loro figli.

## Formazione
- Amerigo Ciervo (fisarmonica, tastiera, voce)
- Marcello Ciervo (chitarre, percussioni, voce)
- Corrado Ciervo (violino, chitarra, percussioni)
- Rosalidia Ciervo (flauto, cori)
- Giuliana Maria Ciervo (castagnette, voce)
- Carlo Maria Ciervo (basso elettrico)
- Carmen Ciervo (percussioni, voce)

## Discografia
- Musicalia - 1984
- Magicorò - 1994
- Campania infelix - 1998
- Argiento - 2000
- Tinchitera - 2002
- inCantamenti - 2004
- Collectio prima - 2006
- Fragile fragments - 2014